# König-Ludwig-Pavillon
Der König-Ludwig-Pavillon ist ein achteckiges Wingerthäuschen innerhalb von Neustadt an der Weinstraße. Es steht unter Denkmalschutz.

## Lage
Der Pavillon befindet sich innerhalb des Haardtrandes auf dem Neuberg, einer Anhöhe im Nordwesten des Neustadter Stadtteils Gimmeldingen in Richtung des Stadtteils Königsbach an der Weinstraße, in der Neubergstraße bei der Hausnummer 20. Unmittelbar westlich verläuft die Kreisstraße 11.

## Architektur
Es handelt sich um einen achteckigen Putzbau, der mit einem Kupferdach versehen ist.

## Geschichte
Das Wingertshäuschen gehörte einst dem örtlichen Winzer Johann Wilhelm Lingenfelder. Vor Ort befindet sich ein großer Sandstein mit der Inschrift „Der Garten Deutschlands – die blühende Pfalz! Ludwig I. 1856“. Der König Ludwig I. von Bayern genoss bei häufigen Besuchen an dieser Stelle von dem achteckigen Gartenhäuschen aus gerne die Aussicht über die Rheinebene. Das Häuschen trägt mittlerweile die Bezeichnung König-Ludwig-Pavillon.

## Tourismus
Am Pavillon führen der Pfälzer Mandelpfad, der Mandelblüten-Panoramaweg und der örtliche Weinlehrpfad vorbei.